# ケアアウ
ケアアウ（ハワイ語：Keaʻau）はアメリカ合衆国ハワイ州ハワイ島東部のプナ地区にある地名で、国勢調査指定地域でもあり、2000年国勢調査での住民数は2,010人、2010年には12.1パーセント増加して2,253人になった。

## 地理
ケアアウはハワイ島の東にある。北に13キロメートル（8マイル）離れてヒロの町があり、東南にはカーチスタウン（Kurtistown）がある。ケアアウはハワイ州道11号線にあり、そこから州道130号線がパホアへ向かって出る要衝にある。町には地元民・旅行者向けのL&Lハワイアン・バーベキューなどのレストランがある。
以前はパホアからヒロへ行く鉄道でつながっていたが、1946年アリューシャン地震の津波で壊れて、廃止された。
アメリカ地名委員会は2003年に、ケアアウという地名を使うことを決めた。

## 注目地点
- マウナロア・マカデミアナッツ会社 (Mauna Loa Macadamia Nut Corporation)
- ヒアアカ癒やしのハーブ園 (Hiʻiaka's Healing Herb Garden)

## 交通
ケアアウにはハワイ州道11号線が通っていて、またハワイ州道130号線がパホアへ向って出ている。ヘレオン・バスも利用できる。